# 艾迪斯·費蘭度·達馬斯奧
艾迪斯·費蘭度·達馬斯奧（Éldis Fernando Damasio，1981年1月13日—）一般称作費蘭度，生于巴西，巴西职业足球运动员。